# Wilby Wonderful
Wilby Wonderful es una película canadiense de 2004 dirigida por Daniel McIvor, y protagonizada por Maury Chaykin, Callum Keith Rennie, Paul Gross, Rebecca Jenkins, James Allodi, Sandra Oh y Elliot Page (acreditado como Ellen Page).
Daniel MacIvor (Past perfect) muestra la importancia de creer que vivimos en un mundo de creación y no de destrucción en esta comedia agridulce que llega de Canadá y que reúne a varios talentos de aquel país como James Allodi (Máxima tensión), Callum Keith (Blade Trinity), Rebecca Jenkins (Extraño en la ciudad) o Sandra Oh (Entre copas). A través de las vidas de unos peculiares personajes que tienen mucho que esconder y que se preparan para las fiestas de su pueblo, MacIvor (guionista además de director) ofrece una visión distinta de la vida en la que lo más peligroso es dejar que ésta sea sólo el reflejo de lo que ven los demás.

## Sinopsis
Aunque sólo hacen falta unos pocos minutos por ferry para llegar a la isla de Wilby, sus habitantes se consideran a años luz de tierra firme por la vida frenética que se lleva en el continente. Sin embargo, un gran escándalo acaba de sacudir al pueblo más grande de la isla y los detalles sobre un fraude inmobiliario, infidelidades e intereses ocultos saldrán en el periódico local avergonzando a sus protagonistas, que por ello podrían dejar de pertenecer al círculo más exclusivo de Wilby.